# Обојци
Обојак (једнина) или обојци (множина) су комад троугаоног или четвороугаоног платна који се обмотавао око стопала.
Обојци су претеча чарапа. Преко обојака се облачила обућа. Пошто су код сваког скидања и стављања други делови долазили уз пету, део који је највише изожен хабању, били су дуготрајнији али и неудобнији од чарапа. У војсци су били у употреби до средине 20. века.
Народна изрека „Ком обојци, ком опанци“ која значи шта је ко у некој подели успео да добије, вероватно долази из доба када је наша војска оскудевала у опреми па је неко добио опанке, а неко обојке.